# Two Yuletide Pieces
Two Yuletide Pieces for piano opus 19 is een vroege compositie van Howard Hanson.
Hanson had Zweedse voorouders en dacht met dit werk kennelijk terug aan de Joelfeesten die nog zeker binnen de familie in stand werden gehouden.
De compositie bestaat uit slechts twee delen:
1. Impromptu in e mineur; (opgedragen aan zijn moeder);
2. Carillon in G Majeur (opgedragen aan Leo Sowerby).

Alhoewel nog eenvoudig van opzet hoor je direct welke kant de toekomstige composities van Hanson opgaan. Eenvoudig van opzet en harmonieus. Deel (2) zou hij later (1957) nog eens bewerken tot een mars; in de oorspronkelijke uitvoering klinkt het inderdaad als een carillon dat marcheert.
De première vond plaats te San José (Californië).

## Bron en discografie
- Uitgave Bay Cities Music 1005; Brian Preston (piano)
- Uitgave Naxos: Thomas Labé (piano).